# 파푸아뉴기니의 국기

파푸아뉴기니의 국기 (비율 3:4)

파푸아뉴기니의 해군기 (비율 3:4)

파푸아뉴기니의 국기는 1971년 7월 1일에 제정되었다.  빨간색 삼각형에는 노란색 극락조가 하늘을 날고 있는 형상의 디자인이 그려져 있으며 검은색 삼각형에는 하얀색 남십자자리가 그려져 있다.
빨간색과 검은색은 파푸아뉴기니의 전통적인 색이고, 남십자자리는 역사적으로 관계가 깊은 오스트레일리아를 상징하며 검은색, 하얀색, 빨간색은 1918년까지 파푸아뉴기니를 통치했던 독일 제국의 국기에 그려져 있던 색이기도 하다.

## 색상
| 색상 | 검정            | 하양                  | 빨강              | 노랑                |
| ---- | --------------- | --------------------- | ----------------- | ------------------- |
| RGB  | 0–0–0 (#000000) | 255–255–255 (#FFFFFF) | 204–0–0 (#CC0000) | 255–215–0 (#FFD700) |

## 옛 국기

독일령 뉴기니 (1899 ~ 1914년)
독일령 뉴기니의 제안된 기
영국령 파푸아 (1906 ~ 1949년)
영국령 뉴기니 (1914 ~ 1949년), 영국령 파푸아뉴기니 (1949 ~ 1965년)
신탁 통치령 파푸아뉴기니 (1965 ~ 1970년)
신탁 통치령 파푸아뉴기니 (1970 ~ 1971년)